# Anonyx gurjanovae
Anonyx gurjanovae is een vlokreeftensoort uit de familie van de Uristidae. De wetenschappelijke naam van de soort is voor het eerst geldig gepubliceerd in 1986 door Steele.